# Семёнов, Владимир Сергеевич
Влади́мир Серге́евич Семёнов (укр. Володимир Сергійович Семенов; 21 декабря 1924, Золотоноша, Полтавская губерния, Украинская ССР — 14 октября 2004, Харьков, Украина) — советский и украинский учёный-правовед и общественный деятель, специалист в области международного права. Кандидат юридических наук (1951), профессор (1994). Заслуженный работник культуры Украинской ССР (1987).
Участник Великой Отечественной войны, в 1942—1943 годах воевал на Ленинградском фронте. В 1947 году окончил Харьковский юридический институт, где остался учиться в аспирантуре у В. М. Корецкого. Став кандидатом наук, работал в Харьковском государственном университете и Высшей партийной школе. Начиная с 1960 года был доцентом кафедры международного права своей альма-матер. В 1994 году занял должность профессора в том же вузе, на которой работал вплоть до своей смерти. Являлся инициатором присвоения своему вузу имени Ярослава Мудрого (имя присвоено в ноябре 1995 года указом президента Л. Д. Кучмы) и создания международно-правого факультета (основан в 1998 году).

## Биография
Владимир Семёнов родился 21 декабря 1924 года в городе Золотоноша Полтавской губернии (ныне Черкасская область Украины). Его родителями были юристы, которых репрессировали в 1937 году. После этого Владимир жил в семье своей тёти. По состоянию на 1941 год жил в Харькове, а осенью того же года, когда шли бои за Харьков, был эвакуирован из города. В эвакуации жил в селе Порецкое Чувашской Автономной ССР РСФСР, где в июне 1942 года окончил школу-десятилетку. Затем некоторое время там же работал помощником тракториста.
Осенью 1942 года Владимир Семёнов был призван в Рабоче-крестьянскую Красную армию. Служил на Ленинградском фронте. В 1943 году получил ранение и был отправлен на лечение в госпиталь. После выздоровления вновь приехал в Харьков, где поступил в Харьковский юридический институт (первый набор студентов в вуз после освобождения Харькова был объявлен в 1943 году). Окончил институт в 1947 году. После этого продолжил учиться в аспирантуре этого вуза, которую окончил в 1950 году. Учась в аспирантуре, под научным руководством академика Академии наук Украинской ССР Владимира Михайловича Корецкого работал над диссертацией на соискание учёной степени кандидата юридических наук по специальности «Борьба СССР за суверенное равенство государств в международных отношениях». Для Корецкого это был первый опыт научного руководства в Харьковском юридическом институте. Одновременно с Владимиром Семёновым, аспирантами Корецкого были будущие профессора Игорь Лукашук и Михаил Яновский. В 1949/50 учебном году Семёнов будучи аспирантом читал лекции по международному праву. Коллеги по вузу отмечали, что именно тогда он проявил себя как талантливый лектор.

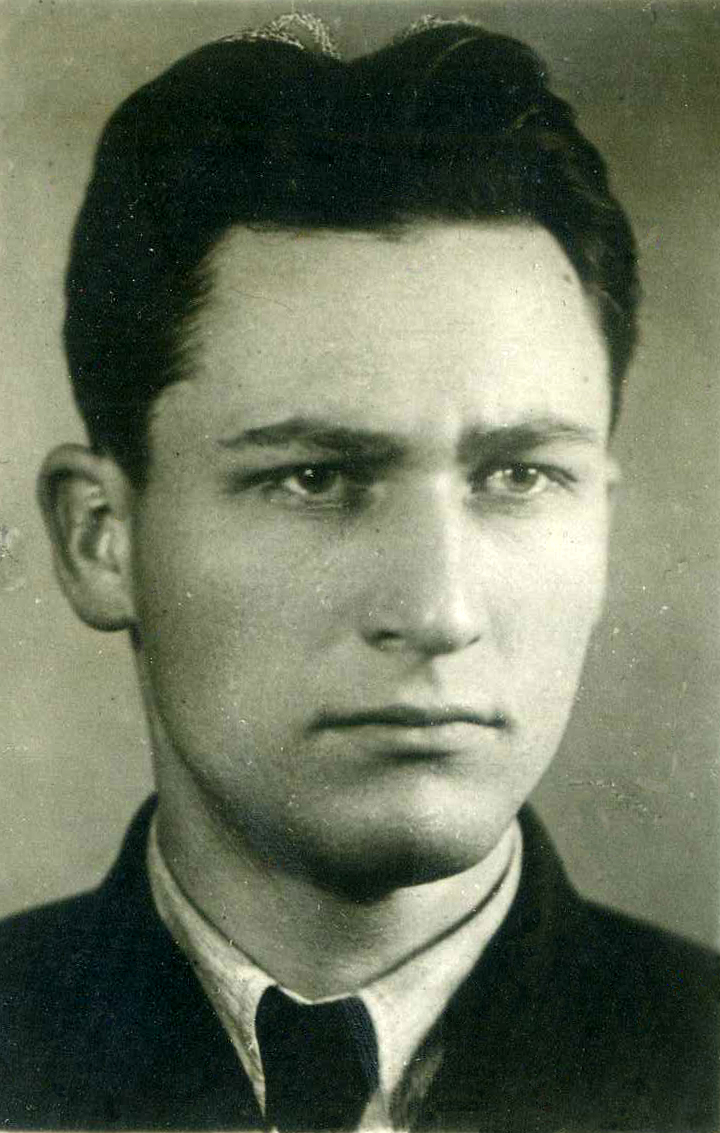
Владимир Семёнов в 1950 году

В 1951 году в Секторе государства и права Академии наук Украинской ССР Семёнов защитил диссертацию. Его официальными оппонентами были профессор Всеволод Дурдиневский и доцент Аркадий Полторак. В том же году Владимиру Семёнову была присвоена кандидатская степень. Однако он не смог продолжить работать в Харьковском юридическом институте из-за отсутствия вакансий и был вынужден около десяти лет работать в непрофильных вузах. С 1951 по 1956 он работал на экономическом факультете Харьковского государственного университета, где был старшим преподавателем, а затем до 1960 года занимал должность доцента в харьковской Высшей партийной школе. В этот период Владимир Сергеевич участвовал в создании Советской ассоциации международного права и стал членом её исполнительного комитета (по разным данным в 1950 или 1957 году), в состав которого входил вплоть до 1990 года. Также начиная с 1956 года выступал на радио и телевидении с политическими обзорами.
В 1960 году Владимир Сергеевич всё же был принят на работу в Харьковский юридический институт, где он был назначен на должность доцента кафедры международного права (с 1977 года кафедра международного права и государственного права зарубежных стран). В том же году он стал научным руководителем студенческого научного кружка, который функционировал при кафедре международного права. Кроме того, Семёнов был одним из основателей вузовского студенческого научного общества.  В 1961 году, исследуя материалы в Центральном государственном историческом архиве Украинской ССР, Владимир Семёнов вместе со своей коллегой кандидатом юридических наук Ниной Ульяновой обнаружил учебник по международному праву за авторством Тихона Степанова, который является первым в своём роде изданным в Российской империи и считался утраченным в годы Великой Отечественной войны. В 1970 году Семёнов написал проект международного договора «Защита внешней среды во время вооружённых конфликтов». Одновременно с научно-преподавательской деятельностью он продолжал заниматься общественной: читал лекции по разным темам международного права перед общественностью, входил в состав жюри на конкурсах молодых лекторов. Кроме того, в 1989 году он был избран председателем Харьковского областного общества защиты мира. В 1993 году участвовал в создании общественной организации «Украинская ассоциация международного права», а затем стал членом её президиума.

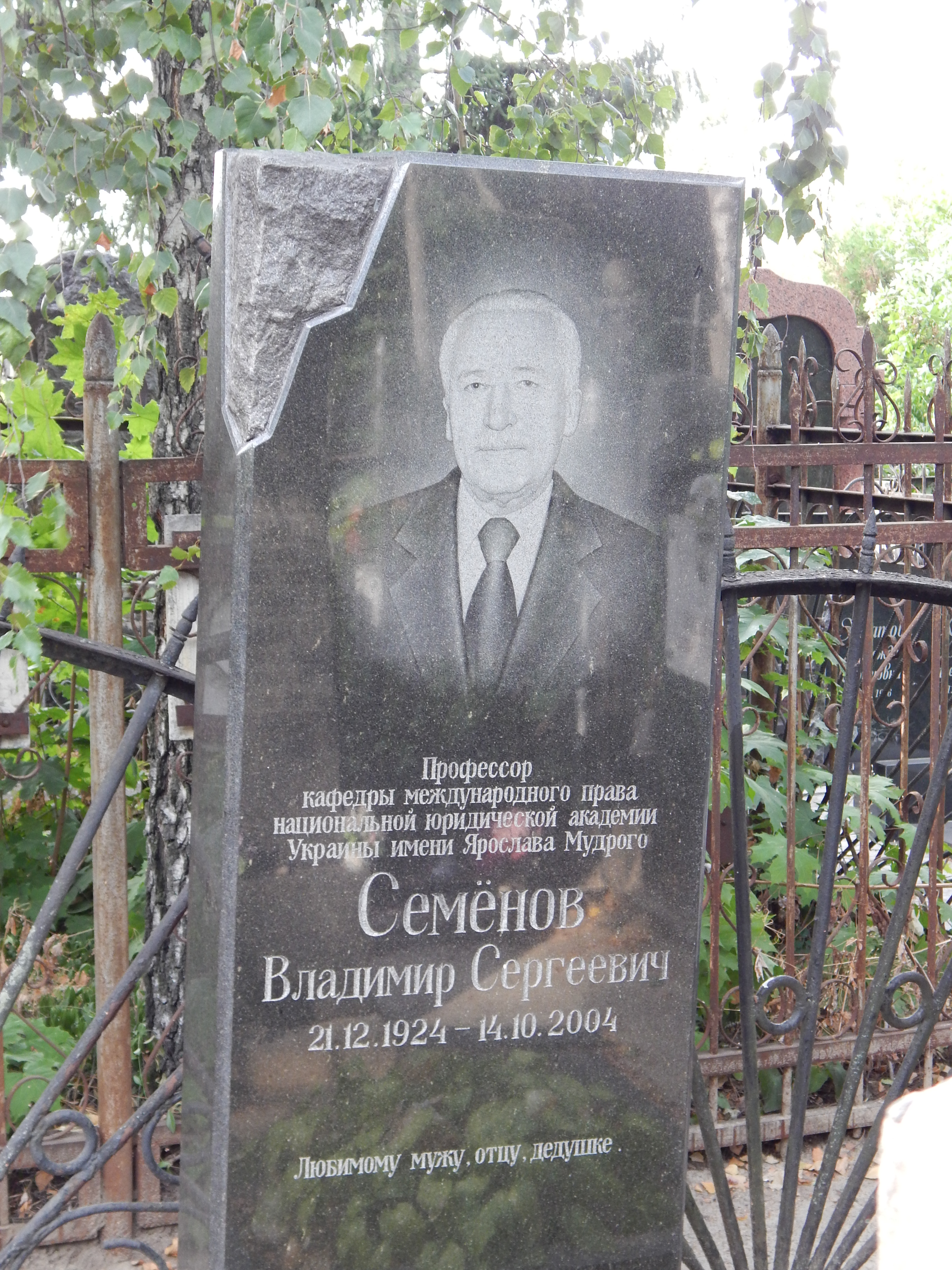
Могила В. С. Семёнова на Втором городском кладбище Харькова

В 1994 году Владимир Сергеевич был повышен в должности и стал профессором кафедры международного права Украинской государственной юридической академии (до марта 1991 года — Харьковский юридический институт) и тогда же ему было присвоено профессорское учёное звание. В марте 1995 года вуз, в котором работал Семёнов, был переименован в Национальную юридическую академию Украины. Семёнов выступил с предложением о присвоении вузу имени Ярослава Мудрого. Данное предложение получило поддержку со стороны коллектива вуза, и указом Президента Украины Леонида Кучмы 4 ноября 1995 года вузу было присвоено имя Ярослава Мудрого, после чего он стал называться Национальная юридическая академия Украины имени Ярослава Мудрого (с 2010 — Национальный университет «Юридическая академия имени Ярослава Мудрого», а с 2013 года — Национальный юридический университет имени Ярослава Мудрого). Также Семёнову принадлежит инициатива создания в структуре вуза международно-правового факультета, который был основан в 1998 году. Продолжал работать в этом вузе вплоть до 2004 года.
Владимир Сергеевич Семёнов скончался 14 октября 2004 года в Харькове.

## Научные интересы и основные труды
Владимир Сергеевич Семёнов занимался изучением таких вопросов международного права, как: миротворческие операции ООН, право международной безопасности, международная борьба с преступностью. Также занимался изучением проблемы статуса национальных меньшинств в современном правовом государстве и историей отечественной науки международного права. Кроме того, Семёнов является одним из первых советских исследователей принципа невмешательства во внутренние дела государств.
Под научным руководством Семёнова защитили свои кандидатские диссертации: Али Хамед Ахмед Олаки (1996; тема «Принцип невыдачи по политическим преступлениям: итоги и перспективы»), Татьяна Сыроед (2000; тема «Защита жертв преступлений в международном праве»), Юрий Щёкин (1999; тема «Неполное членство в международных организациях»), Алла Маевская (2002; тема «Преступления против человечности международно-правовой аспект»), Сергей Выхрест (2003; тема «Выдача лиц в аспекте соотношения международного и национального права»), Юрий Климчук (2003; тема «Система принципов международного гуманитарного права»), Олеся Трагнюк (2003; тема «Толкование международных договоров: теория и опыт европейских международных судебных органов»), Андрей Шумилов (2003; тема «Международно-правовое сотрудничество постсоветских государств (на примере стран СНГ)»), Светлана Науменко (2005; тема «Имплантация международно-правовых обязательств Украины в области внешней миграции»). Также его учениками считаются Анатолий Гавердовский, Владимир Евинтов, Вячеслав Рияка, Михаил Буроменский, Леонид Тимченко и Олег Тарасов.
Владимир Сергеевич стал автором, либо соавтором более чем 120 публикаций. Его основными научными трудами считаются: «Мировая демократическая общественность и международное право» (1963), «Некоторые проблемы использования вооруженных сил Объединённых Наций» (1964), «К вопросу о правовой основе вооруженных сил ООН» (1965), «Устав ООН и вопрос об операциях по поддержанию мира» (1968), «Борьба советского государства за соблюдение законности в международных отношениях» (1968), «Международно-правовое запрещение идеологической подготовки агрессии» (1973) и «Вооруженные силы ООН» (1976). Часть работ Семёнов написал в соавторстве. В 1961 году в Советском ежегоднике международного права за 1960 год (изданном в Москве) вышла статья Владимира Семёнова и Нины Ульяновой «Первый русский курс международного права», посвящённая обнаруженному ими учебнику Тихона Степанова. В 1995 году вместе с Олегом Тарасовым он издал брошюру «Международный олимпийский комитет как субъект международного гражданского сообщества». Другим соавтором Семёнова стала его ученица Олеся Трагнюк, вместе с которой он написал брошюру «Международно-правовые аспекты Конституции Украины» (укр. Міжнародно-правові аспекти Конституції України; 1997), а также ряд работ, посвящённых отечественным учёным Михаилу Лозинскому и Владимиру Грабарю, и их деятельности. Помимо научных изданий он участвовал в написании вузовского учебника «Международное право» (1971) и одноимённого учебного пособия (2005), а также школьного учебника для учеников старших классов «Права человека» (укр. «Права людини»; 1997).
Участвовал в работе над Украинской советской энциклопедией, в которую написал 40 статей. Принимал участие в написании статей для шеститомника «Юридична енциклопедія», который издавался в 1998—2004 годах. Кроме того, он входил в редакционную коллегию «Украинского ежегодника международного права» и был редактором справочника по вопросам международного морского и военного права, который был издан Министерством обороны Украины в 2000 году.

## Личность
Владимир Семёнов старался воспитать в студентах любовь к научной деятельности и к культурному наследию. Ученик Семёнова Олег Тарасов описывал своего учителя как яркую личность в кругах харьковской интеллигенции. Тарасов отмечал любовь Владимира Сергеевича к театральному и цирковому искусству, живописи и книгам. Будучи библиофилом он собрал собственную домашнюю библиотеку, доступ к которой предоставлял студентам и аспирантам. Сотрудница Харьковской государственной библиотеки имени В. Г. Короленко Галина Каширина в своих мемуарах называла Семёнова «завсегдатаем» и «главным активистом» краеведческого отдела библиотеки. Она вспоминала, что «иногда В. С. Семёнов приглашал весь отдел к себе домой, и мы с наслаждением слушали редкие записи бардов, входивших в моду — Окуджаву, Высоцкого, Галича…».

## Награды и память
Владимир Сергеевич был награждён орденами Отечественной войны II степени (6 апреля 1985) и «За мужество» III степени, медалями «За оборону Ленинграда» и «За трудовую доблесть», также был удостоен почётного звания «Заслуженный работник культуры Украинской ССР» (1987).
В Национальном юридическом университете имени Ярослава Мудрого проходят международно-правовые чтения, которые посвящены памяти профессоров Владимира Семёнова и Михаила Яновского.